# 蒋效愚
蒋效愚（1948年4月—），北京市人，北京师范学院政教专业毕业，大学学历，法学学士，教授。第十一届全国政协委员。
历任北京师范学院团委书记，共青团北京市委副书记，北京青年政治学院常务副院长，北京市委宣传部副部长、北京市文化局长，北京市朝阳区委书记，中共北京市委常委、宣传部长，第29届奥林匹克运动会组织委员会副主席兼新闻宣传部部长等职。2008年，当选第十一届全国政协委员，代表体育界，分入第四十三组。并担任教科文卫体委员会副主任。